# Molagnies
Molagnies é uma comuna francesa na região administrativa da Normandia, no departamento de Sena Marítimo. Estende-se por uma área de 4,58 km². Em 2010 a comuna tinha 190 habitantes (densidade: 41,5 hab./km²).